# Аљона
Аљона (итал. Agliona) је насеље у Италији у округу Ређо ди Калабрија, региону Калабрија.
Према процени из 2011. у насељу је живело 252 становника. Насеље се налази на надморској висини од 96 м.